# Draško Knežević
Draško Knežević (Banja Luka, 3 febbraio 1993) è un cestista bosniaco.

## Palmarès
- Campionato bosniaco: 2

Igokea: 2013-14, 2014-15
- Coppa di Bosnia ed Erzegovina: 1

Igokea: 2015
- Campionato slovacco: 2

Levice: 2022-2023, 2023-2024
- Coppa di Slovacchia: 1

Levice: 2024